# Nabis pele
Nabis pele är en insektsart som först beskrevs av George Willis Kirkaldy 1909.  Nabis pele ingår i släktet Nabis och familjen fältrovskinnbaggar. Inga underarter finns listade i Catalogue of Life.